# قلة الطمث

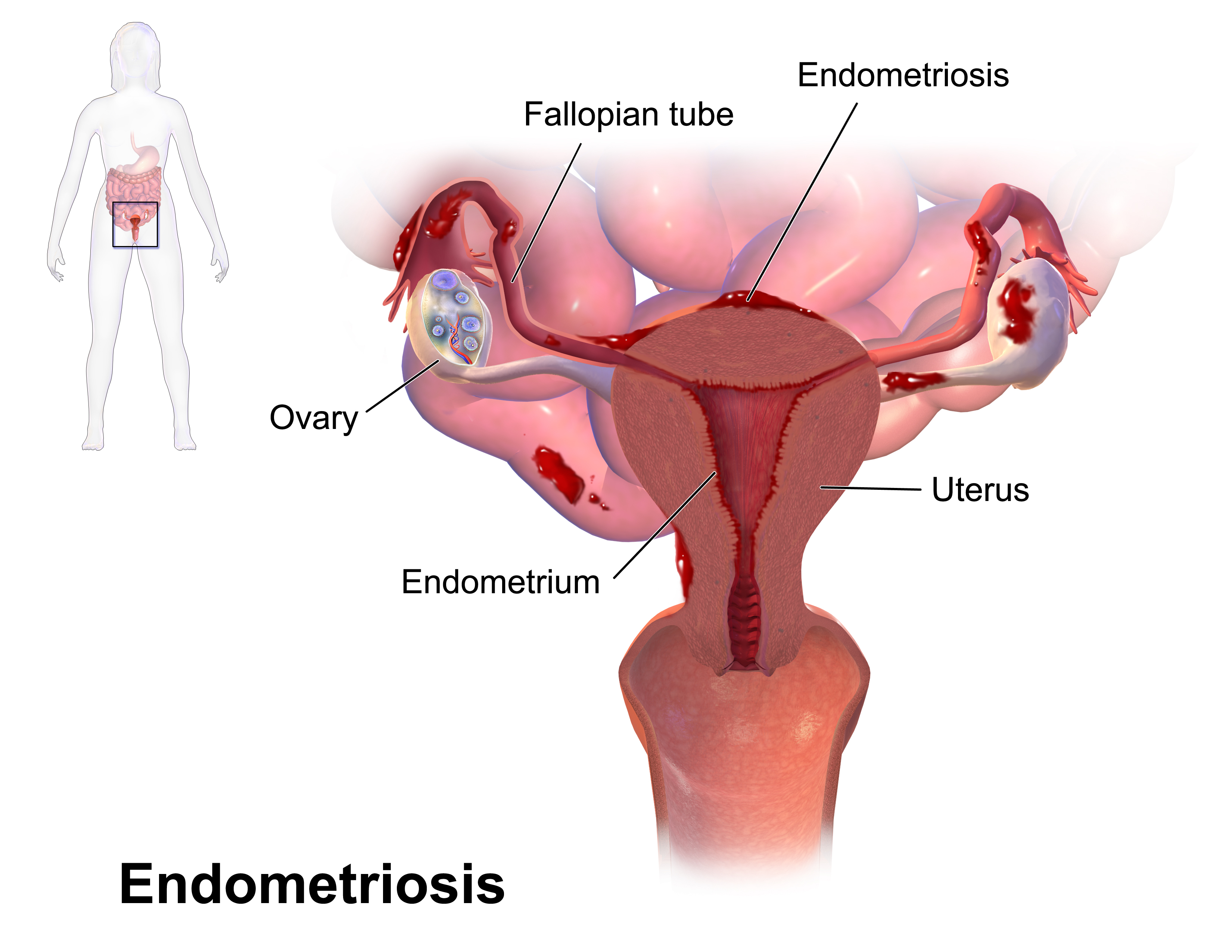

قِلَّةُ الطَّمْث (بالإنجليزية: Hypomenorrhea)‏ يتم تدفق الدم أثناء الدورة الشهرية في هذه الحالة بشكل خفيف. وهي بعكس غزارة الطمث.